# Allison (Iowa)
Allison è una città degli Stati Uniti, situata nella Contea di Butler, nello Stato dell'Iowa.

## Geografia fisica
Allison è situata a 42°45′12″N 92°47′41″W (42.753333 -92.794722). La città ha una superficie di 7,6 km², interamente coperti da terra. Le città limitrofe sono: Aplington, Aredale, Bristow, Clarksville, Dumont, Greene, Parkersburg e Shell Rock. Allison è situata a 321 m s.l.m.

## Società

### Evoluzione demografica
Al censimento del 2000, Allison contava 1.006 abitanti e 424 famiglie. La densità di popolazione era di 132,36 abitanti per chilometro quadrato. Le unità abitative erano 454, con una media 59,73 per chilometro quadrato. La composizione razziale contava il 99,50% di bianchi e lo 0,50% di altre razze. Gli ispanici e i latini erano lo 0,30% della popolazione residente.